# Noppadon Pattama
 (avril 2017).
Noppadon Pattama (né le 23 avril 1961 à Nakhon Ratchasima, Thaïlande), est un homme politique thaïlandais, ministre des Affaires étrangères depuis le 6 février 2008, succédant à Nitya Pibulsonggram.